# Patriarkalkors
Patriarkalkors er et kors hvis skaft er gennemskåret af to tværbjælker, hvoraf den øverste af de to er kortere end den anden. Har sin oprindelse i den byzantinske kirke.
Det kaldes også Lorrainekors, og findes i Slovakiets flag og våben, Ungarns våben og Litauens våben.
Den russisk-ortodokse kirke, bruger et kors der ligner patriarkalkorset men med en diagonal bjælke forneden.
- Slovakiets våben
- Ungarns våben
- Litauens våben

- Wikimedia Commons har flere filer relateret til Patriarkalkors

| Heraldik | Spire Denne artikel om heraldik er en spire som bør udbygges. Du er velkommen til at hjælpe Wikipedia ved at udvide den. |